# Maderada

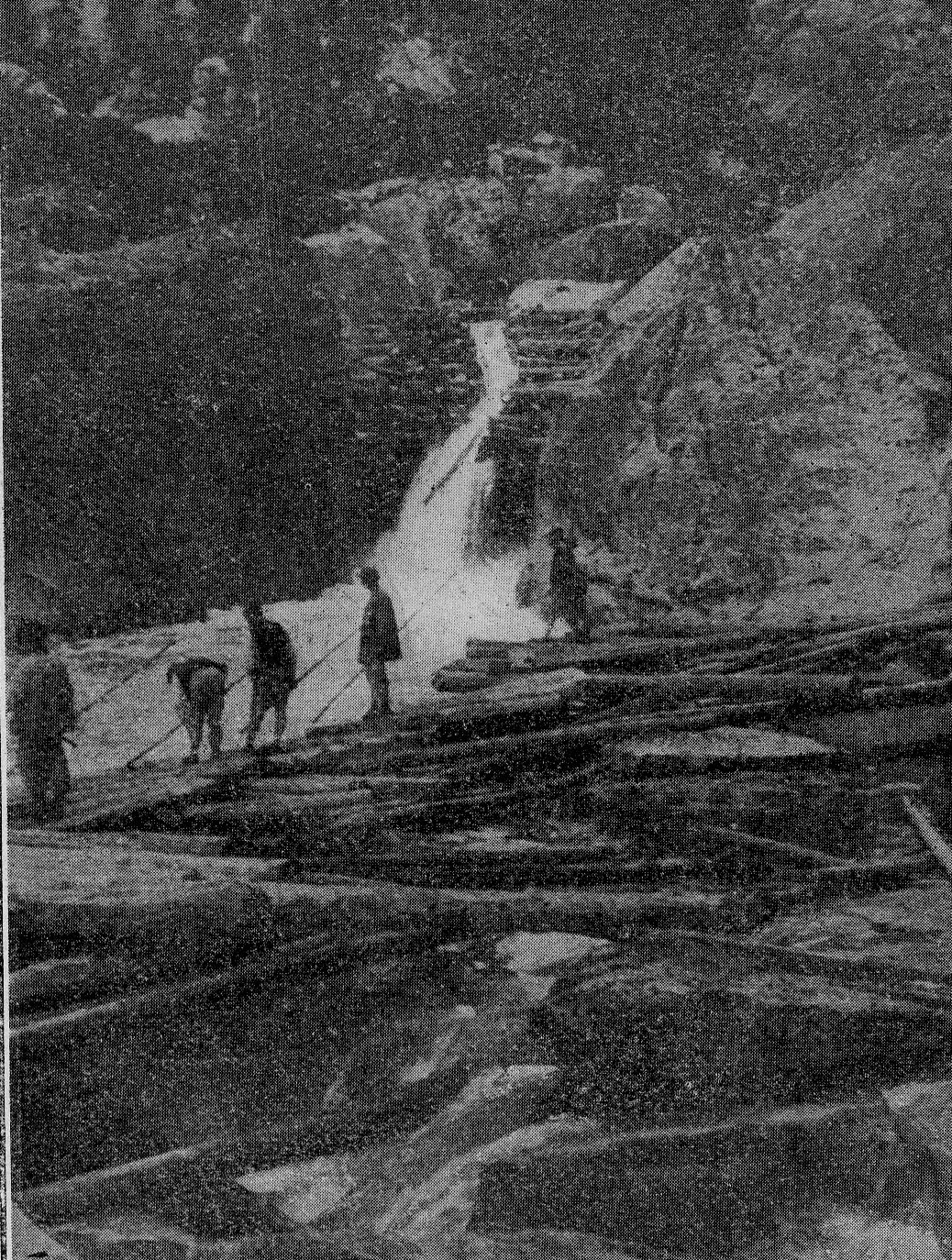
Cauce artificial entre las peñas (autor: Julio Larrañaga).

La maderada es una forma de transporte fluvial para la conducción de los troncos de madera procedente de las talas de bosques y pinares hasta los lugares de utilización de esa madera. Los troncos se transportan por flotación conducidos por cuadrillas de gancheros. En España se utilizó este método de transporte en los ríos Ebro, Tajo, Júcar, Turia y Segura, principalmente y en menor medida en el Guadalquivir. Se tiene constancia documental de estas conducciones ya en el siglo XVI, y se prolongó su uso hasta mediados del siglo XX.

## Técnica
De los dos tipos de conducción de la madera por flotación, en almadía y por piezas sueltas, dada la orografía y el caudal de los ríos españoles, solo pudo practicarse el transporte mediante armadía (los troncos trabados a modo de grandes planchas) en el río Ebro, en el resto de ríos se utilizó el método de troncos sueltos.
Una vez talado el árbol, los propios leñadores o hacheros eran los encargados de limpiar el tronco y transportarlo hasta el río. Una vez allí el tronco se mantenía encambrado un determinado tiempo, suficiente para que se purgase y así flotar con más facilidad. Pasado este tiempo era cuando empezaba el trabajo de los gancheros, los encargados de conducir la madera a lo largo del río.

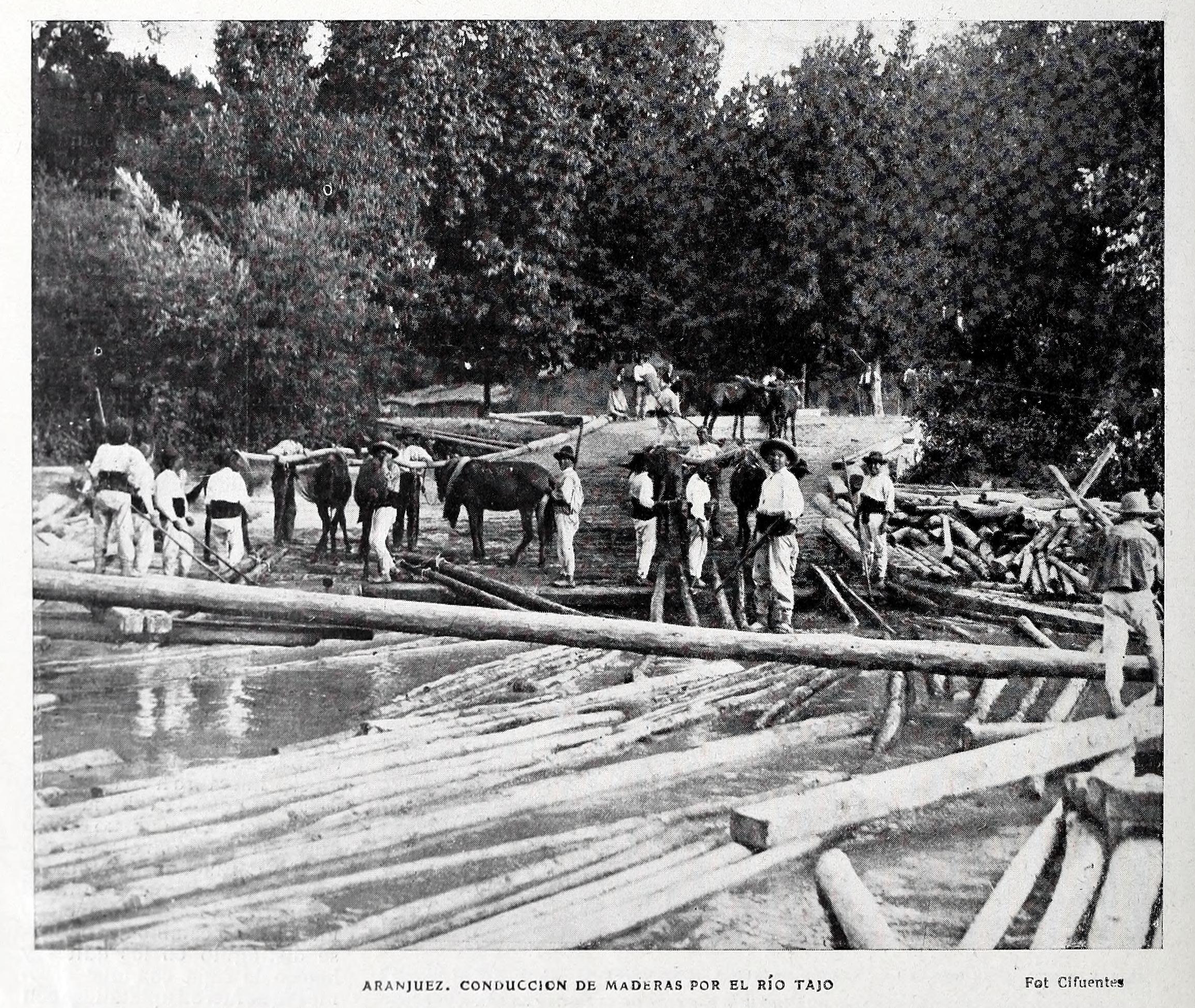
Aranjuez. Conducción de maderas por el río Tajo (Blanco y Negro, 1908)

La maderada, que podía estar constituida por miles de troncos, con dimensiones que podían superar los doce metros de longitud por pieza, llegaban a ocupar más de 30 kilómetros del río. Era conducida por cuadrillas de gancheros dirigidos por el maestro de río a cuyas órdenes se encontraban los mayorales.

El conjunto de gancheros para conducir una maderada no bajaba de 100, pudiendo llegar a ser necesarios más de 1000 gancheros para las grandes maderadas constituidas por unos 100 000 troncos. Maderada y gancheros se dividían en tres grupos: delantera, centro y zaga.

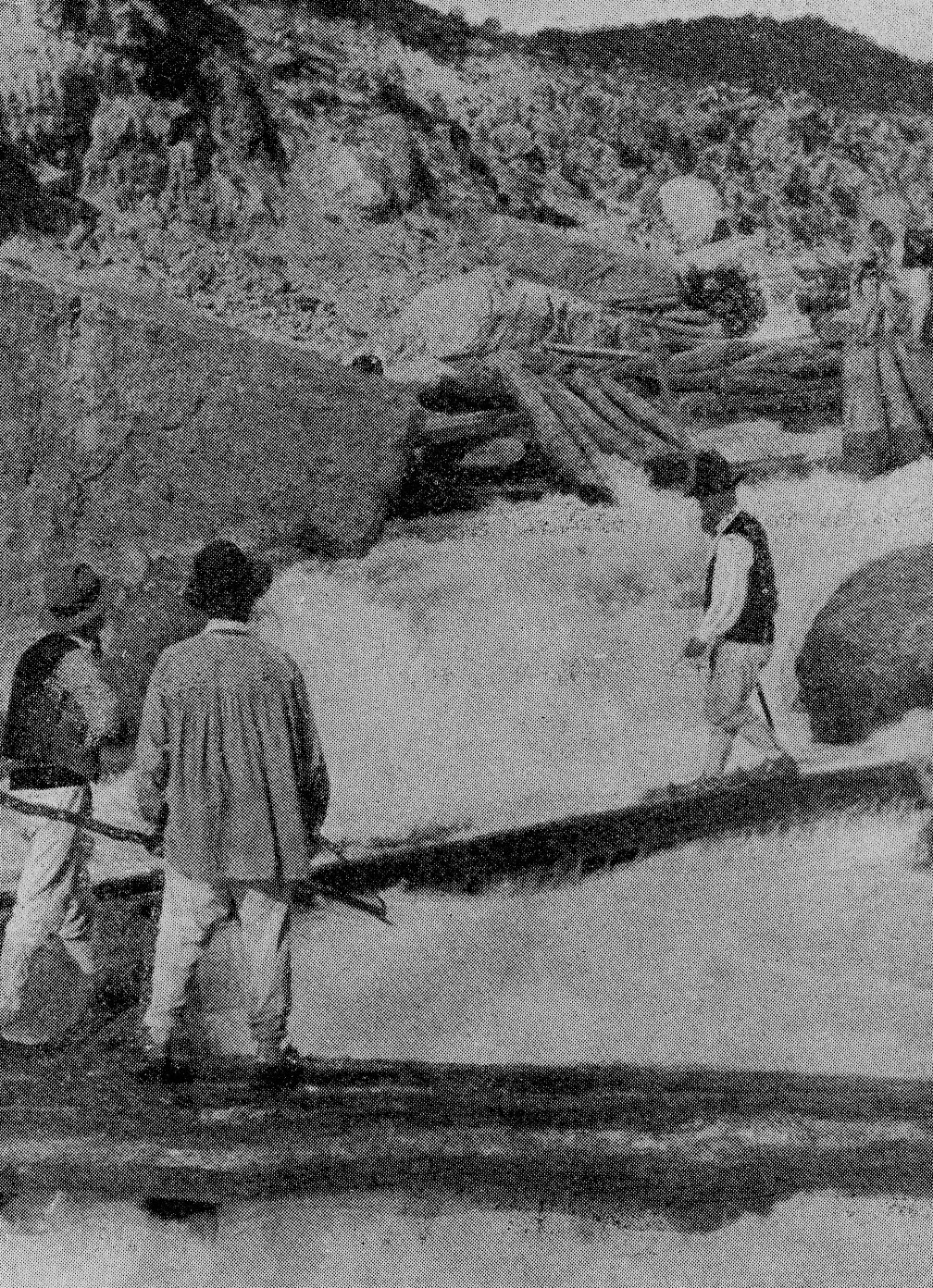
Gancheros preparados para encauzar las piezas (autor: Julio Larrañaga).

- La delantera era la encargada de abrirse camino acometiendo verdaderas obras de ingeniería con los propios troncos para salvar las dificultades y desniveles que se presentaban, especialmente dificultosos en las cabeceras de los ríos.

- El centro lo componía el grueso principal de la maderada y el trabajo de los gancheros consistía en evitar que los troncos se trabaran y produjesen una presa artificial capaz de convertir en artillas toda la maderada y provocar una especie de riada que lo anegase todo a su paso.
- La zaga era la encargada de desmontar las construcciones realizadas por la delantera.

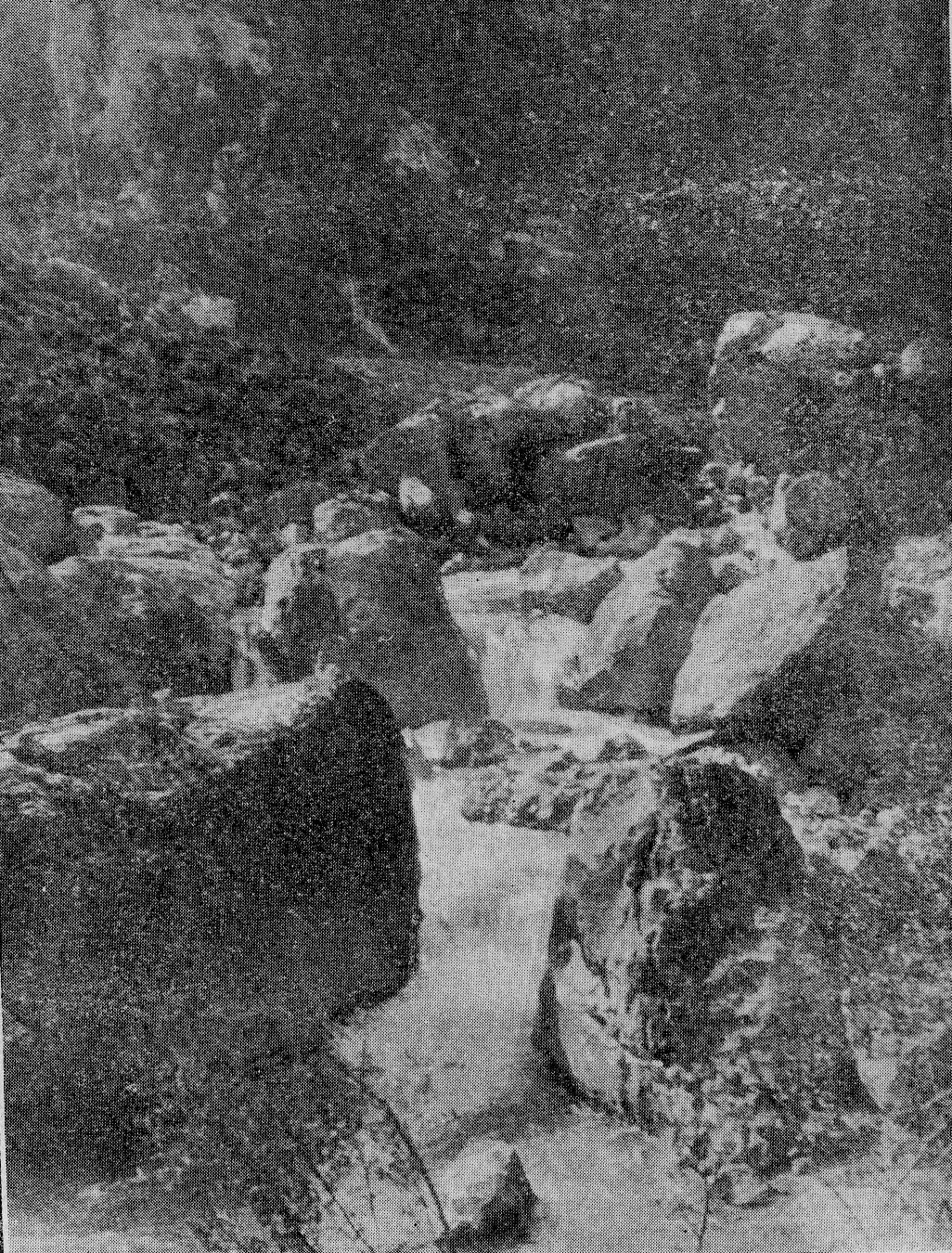
Así se encontraban el río (autor: Julio Larrañaga).

Las principales obras que acometía la delantera eran los encauzamientos, estrechando el cauce con los troncos allí donde en caudal era escaso y el lecho poco profundo, también para salvar desniveles y corregir, en parte, la sinuosidad del cauce.
Otras obras, de más envergadura, eran las tabladas, construidas para superar pequeñas presas y obstáculos de importancia.

El lecho de tablada era otra obra de mayor importancia y necesaria para poder salvar sin daños los azodes de los molinos y acequias tan frecuentes en los ríos Turia, Jucar y Segura. Se componía de ocho o diez maderos o lenguas formando un plano perpendicular al muro de la presa y apoyado en otro madero paralelo a la misma. De esta manera se conseguía un nuevo lecho más elevado que el natural o propio del río y den un plano superior a la presa o azud. La segunda parte consistía en la construcción de un canal para encauzar las aguas del río hacia este lecho artificial o compuerta
 El transporte fluvial de madera en España. Juan Piqueras Haba, Carmen Sanchís Deusa.

El asnao era otra obra utilizada para retener la maderada en las ocasiones que se creyera oportuno.
Todo ello se realizaba ayudados por ganchos o bicheros, de ahí el nombre que recibían los trabajadores encargados de la maderada: gancheros. En algunas zonas del Alto Aragón se les conoce como nabateros, siendo la nabata (o navata) una pequeña armadia (en este caso una verdadera balsa o almadía) que pilotaban con increíble habilidad hasta la desembocadura del Ebro. En Laspuña, existe un «Museo de las Navatas y la madera». 
La madera descendía desde el Pirineo hasta Zaragoza o desde la serranía de Cuenca hasta Cuenca, que llegó a contar con una importante industria maderera, o hasta Valencia. Durante la construcción del Real Sitio de Aranjuez, esta ciudad fue un importante destino. Su transporte duraba meses.

Vida ruda y miserable la de los gancheros, entregados durante meses a las tareas de la conducción, sin casi ropa por la siempre probable necesidad de sumergirse en el río, sin dejar el bichero o gancho que le da nombre y es prenda indispensable suya; pero la contemplación de su tarea es fuertemente distraída y si el viajero llegado a esta provincia (Cuenca) tuviera ocasión de presenciar alguna maderada, no debe desperdiciarla y admirar la paciencia y constancia que ponen en la construcción de verdaderas obras de ingeniería, aunque efímera, para salvar los obstáculos que la naturaleza presenta en la frágil flotación de las piezas transportadas.
 Cuenca. Guía Larrañaga, Julio Larrañaga Mendía

## Los gancheros en la literatura y el cine
El oficio de ganchero, aparte de duro, era peligroso. Crecidas inesperadas del río, pasos comprometidos y la propia peligrosidad de ir subido sobre los inestables troncos, provocaba numerosos accidentes y muchas víctimas. José Luis Sampedro ha dejado reflejada la vida de estos hombres en su novela El río que nos lleva (1961), llevada al cine por Antonio del Real en 1989 (con Alfredo Landa, Toni Peck, hijo de Gregory Peck, Eulalia Ramón y Fernando Fernán Gómez en el reparto principal).

## Véase también

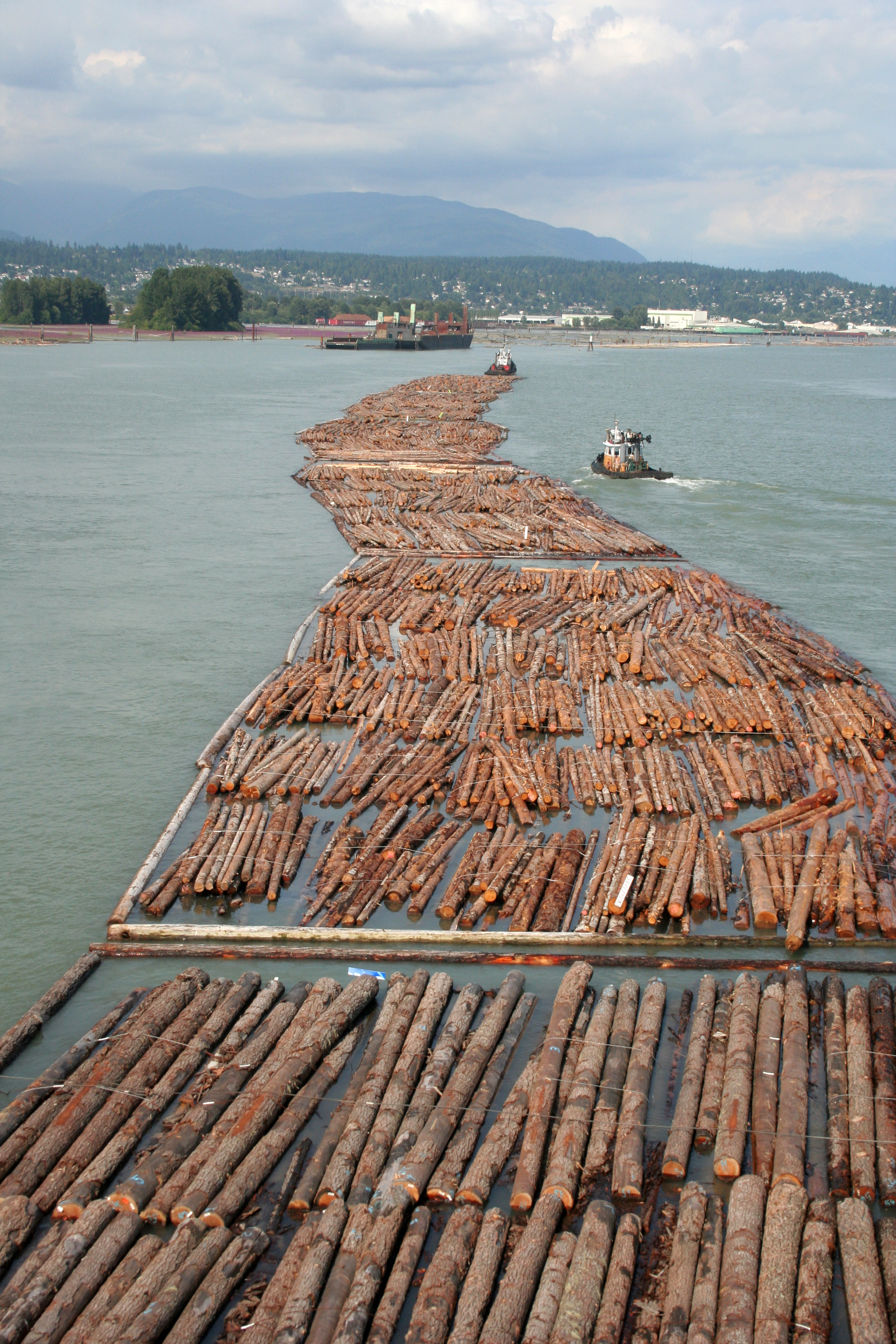
Arrastre de troncos en Vancouver.